# 地頭方村
地頭方村（じとうがたむら）は、静岡県榛原郡南部（現・牧之原市南端）にあった村である。

## 歴史
- 1875年 - 飛び地の御前崎を分村、御前崎村が新設される。
- 1889年4月1日 - 地頭方・落居（おちゐ）・笠名（かさな）・堀野新田（ほりのしんでん）・新庄（しんしょう）の5村が合併して地頭方村が成立。
- 1955年4月1日 - 相良町・地頭方村・萩間村が合併して相良町が発足。

2007年10月11日-相良町•榛原町が合併して牧之原市が発足。牧之原市地頭方となる。

## 交通
1926年（大正15年）、藤相線（のちの駿遠線）が地頭方まで延長、その後、池新田まで延長され、藤枝・袋井を結ぶ日本一長い軽便鉄道・駿遠線になるが、地頭方止まりの列車が多く、また、白羽、御前崎方面への下車駅になっていたため、乗降客が多く、駅近くの商店街の人通りも多かった。

## 産業
農業・沿岸漁業も行われ、村の海岸は特に海藻が豊富なことで知られていた。

## その他
中心街から西へ1kmくらい行った堀野新田に、鈴木梅太郎の生家がある。